# Belocera sinensis
Belocera sinensis är en insektsart som beskrevs av Frederick Arthur Godfrey Muir 1913. Belocera sinensis ingår i släktet Belocera och familjen sporrstritar. Inga underarter finns listade i Catalogue of Life.